# 12-та ракетна бригада (РФ)
12-та ракетна бригада з'єднання ракетних військ 58-ї загальновійськової армії Сухопутних військ Росії. Дислокується у Моздоці.
Умовна назва — військова частина 97211 (в/ч 97211).

## Історія
19 листопада 2015 року на полігоні Капустин Яр передано бригадний комплект «Іскандер-М» для особового складу нової бригади.
Сформована бригада у грудні 2015 року на базі 630-го ракетного дивізіону (в/ч 97211), що базувався у Капустиному Ярі. 12-та бригада отримала його військовий номер.
У листопаді 2016 року бригада отримала бойовий прапор.
Польові навчання бригади проведено на Сірноводському полігоні разом із 17-ю та 18-ю мотострілецькими бригадами 58-ї армії.